# Hermann Zapf

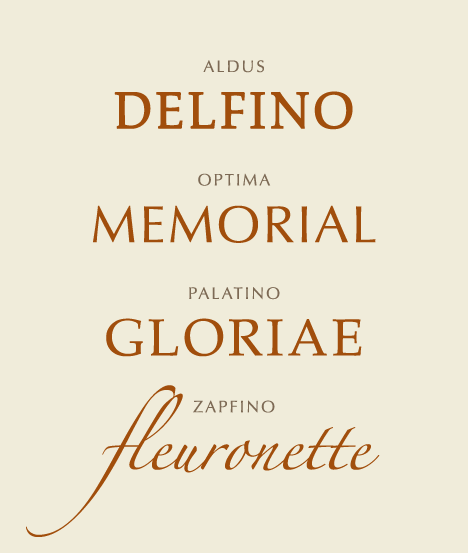
Voorbeelden van lettertypen ontworpen door Hermann Zapf

Hermann Zapf (Neurenberg, 8 november 1918 – Darmstadt, 4 juni 2015) was een Duitse lettertypeontwerper.
Hij heeft onder andere de lettertypen Palatino en Optima ontworpen.
Hij was getrouwd met Gudrun Zapf-von Hesse, typograaf, kalligraaf en boekbinder.
Zapf werd ook kalligraaf, leraar en boekbandontwerper. Hij werkte voor lettergieterijen als Stempel, Linotype, Hell, ITC, Bitstream. Zapf heeft in 1951 ook postzegels voor Deutsche Bundespost ontworpen.

## Letterontwerper

### Aldus

Voorbeeld van Aldus

Voor D. Stempel AG maakte het lettertype Aldus, vernoemd naar de befaamde 15e-eeuwse Venetiaanse boekdrukker Aldus Manutius. Het was eigenlijk een uitbreiding voor Palatino, maar kwam separaat uit in 1954. Aldus onderscheidt zich van Palatino door een lichter gewicht en smallere letters, en is dus geschikt als boekletter. Bij Aldus hoort ook een sierlijke cursief, kleinkapitaal en oude cijfers.

### Aurelia
Zapf ontwierp het lettertype Aurelia gebaseerd op de vormen van het eeuwenoude lettertype Jenson, van Nicholas Jenson uit 1470. De naam Aurelia is vernoemd naar de Romeinse veroveraar Aurelianus (214-275 na Chr.) die de Via Aurelia heeft gebouwd.
Het lettertype Aurelia wordt gebruikt voor zowel bulktekst als kopteksten.

## Lettertypen
Hermann Zapf ontwierp de volgende lettertypen (op chronologische volgorde):
- Palatino (1950)
- Sistina (1950)
- Melior (1952)
- Saphir (1953)
- Aldus (1954)
- Kompakt (1954)
- Optima (1958)
- Venture (1969)
- Orion (1974)
- Medici Script (1971)
- Comenius Antiqua BQ (1976)
- Marconi (1976)
- Noris Script (1976)
- ITC Zapf International (1976)
- ITC Zapf Book (1976)
- Edison (1978)
- ITC Zapf Dingbats (1978)
- ITC Zapf Chancery (1979)
- Vario (1982)
- Aurelia (1983)
- Zapf Renaissance Antiqua (1984–1987)
- Zapfino (1998)
- Optima Nova (2002)
- Linotype Zapf Essentials (2002)
- Linotype Zapfino
- Zapfino Extra (2003)
- Aldus Nova (2005)
- Palatino nova (2005)
- Palatino Sans (2006)